# Autel des offrandes

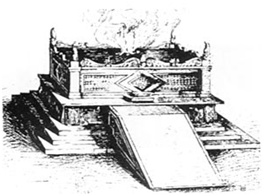
Représentation artistique de l’autel, 1901

L’autel des offrandes (hébreu : מזבח העולה mizbea'h ha'olah), plus souvent appelé « l’autel » sans autre précision, est l’un des principaux lieux et objets du culte israélite pratiqué aux époques du Tabernacle et des Temples de Jérusalem. 
Il est également connu sous le nom d’« autel extérieur » car il se situe, au temps des Temples, en dehors du sanctuaire. C’est là que sont réalisées la plupart des offrandes (korban) mais non l’encens et certaines offrandes réalisées sur l’autel doré dans l’enceinte du sanctuaire.